# بنفسج برتولوني
بنفسج برتولوني (الاسم العلمي: Viola bertolonii) هو نوع من النباتات يتبع جنس البنفسج من فصيلة البنفسجية.